# Kockarnas kock
Kockarnas kock är en gastronomiskt utmärkelse, instiftad 1992 av branschtidningen Restaurangvärlden. Det bygger på en omröstning i en jury bestående av drygt 100 ledande svenska kockar som röstar anonymt. Martin&Servera, Lavazza, Arla Foods är några av sponsorerna och utmärkelsen är idag en av flera inom Svenska Gastronomipriset som ägs av förlaget bakom Restaurangvärlden, Bergkvist Publishing AB.

## Pristagare
- 1992 – Örjan Klein
- 1993 – Leif Mannerström
- 1994 – Fredrik Eriksson
- 1995 – Melker Andersson
- 1996 – Fredrik Eriksson (2)
- 1997 – Mathias Dahlgren
- 1998 – Rikard Nilsson
- 1999 – Mathias Dahlgren (2)
- 2000 – Stefano Catenacci
- 2001 – Henrik Norström
- 2002 – Mathias Dahlgren (3)
- 2003 – Leif Mannerström (2)
- 2004 – Mathias Dahlgren (4)
- 2005 – Fredrik Eriksson (3)
- 2006 – Melker Andersson (2)
- 2007 – Leif Mannerström (3)
- 2008 – Mathias Dahlgren (5)
- 2009 – Mathias Dahlgren (6)
- 2010 – Mathias Dahlgren (7)
- 2011 – Magnus Ek
- 2012 – Mathias Dahlgren (8)
- 2013 – Björn Frantzén
- 2014 – Sayan Isaksson
- 2015 – Daniel Berlin
- 2016 – Daniel Berlin (2)
- 2017 – Magnus Nilsson
- 2018 – Daniel Berlin (3)
- 2019 – Daniel Berlin (4)
- 2021[1] – Björn Frantzén[2] (2)
- 2022 – Jacob Holmström[3]
- 2023 – Jessie Sommarström[4]
- 2024 – Daniel Berlin (5)
- 2025 – Daniel Berlin (6)[5]